# Sumak

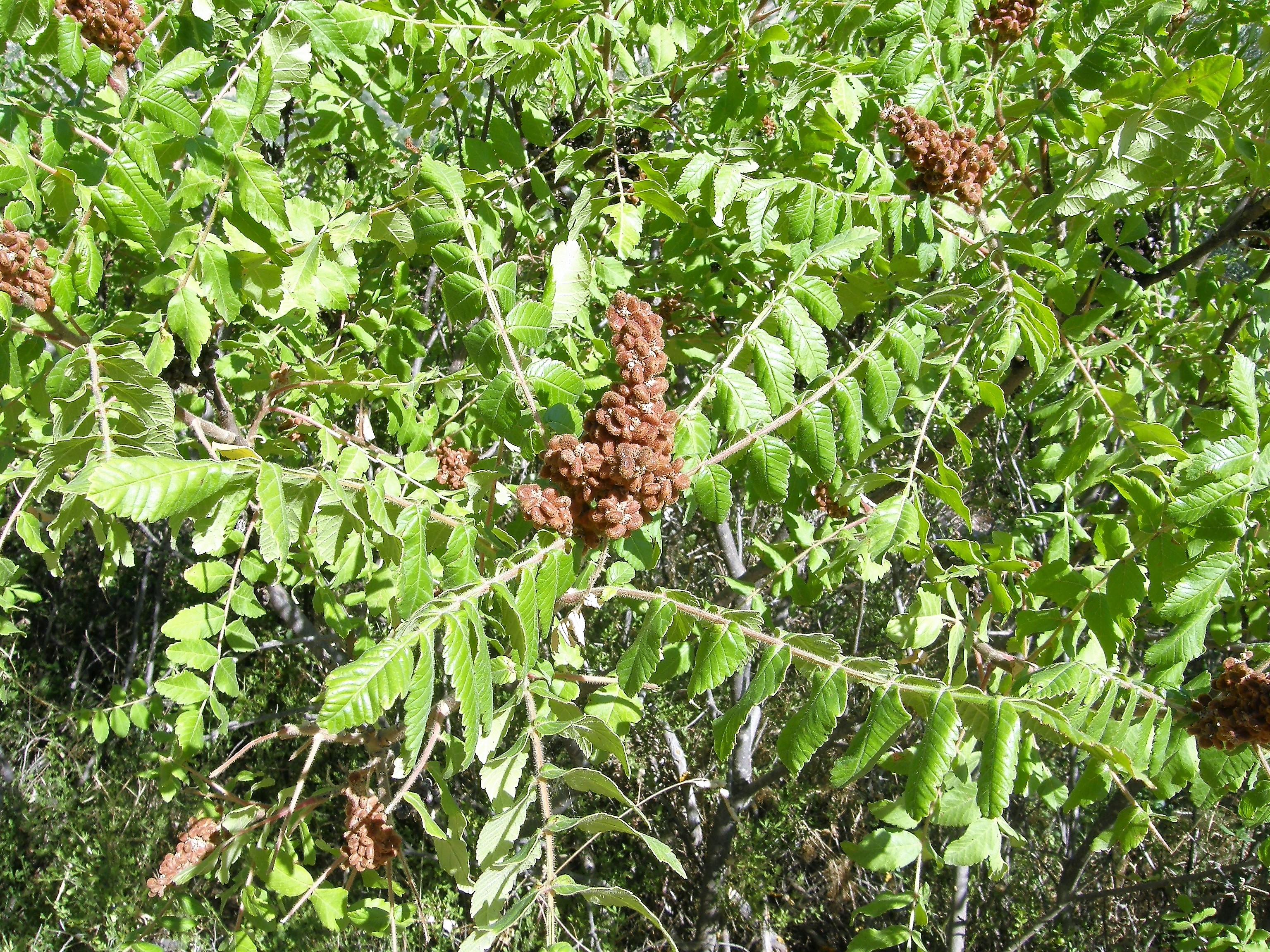
Sumak garbarski

Sumak (Rhus L.) – rodzaj roślin należący do rodziny nanerczowatych. Obejmuje 54 gatunki roślin, przy czym w dawniejszym szerokim ujęciu włączano tu ok. 250 gatunków. Większość gatunków z rodzaju występuje w Ameryce Północnej (od Kostaryki po Kanadę), jeden rośnie na Hawajach, 6 w Azji wschodniej, jeden (sumak garbarski R. coriaria) w Azji południowo-zachodniej i basenie Morza Śródziemnego, w tym w południowej Europie. W Polsce występuje często uprawiany i zadomowiony już antropofit – sumak octowiec R. typhina.
Ze względu na wysoką zawartość tanin rośliny te wykorzystywane są w garbarstwie. Szereg gatunków używanych jest też do produkcji barwników, wykorzystywanych leczniczo. Jadalne i wykorzystywane do wyrobu napojów są owoce sumaka octowca R. typhina, R. glabra i R. trilobata. Pędy tego ostatniego wykorzystywane były w plecionkarstwie. Sumak octowiec uprawiany jest jako ozdobny.

## Morfologia

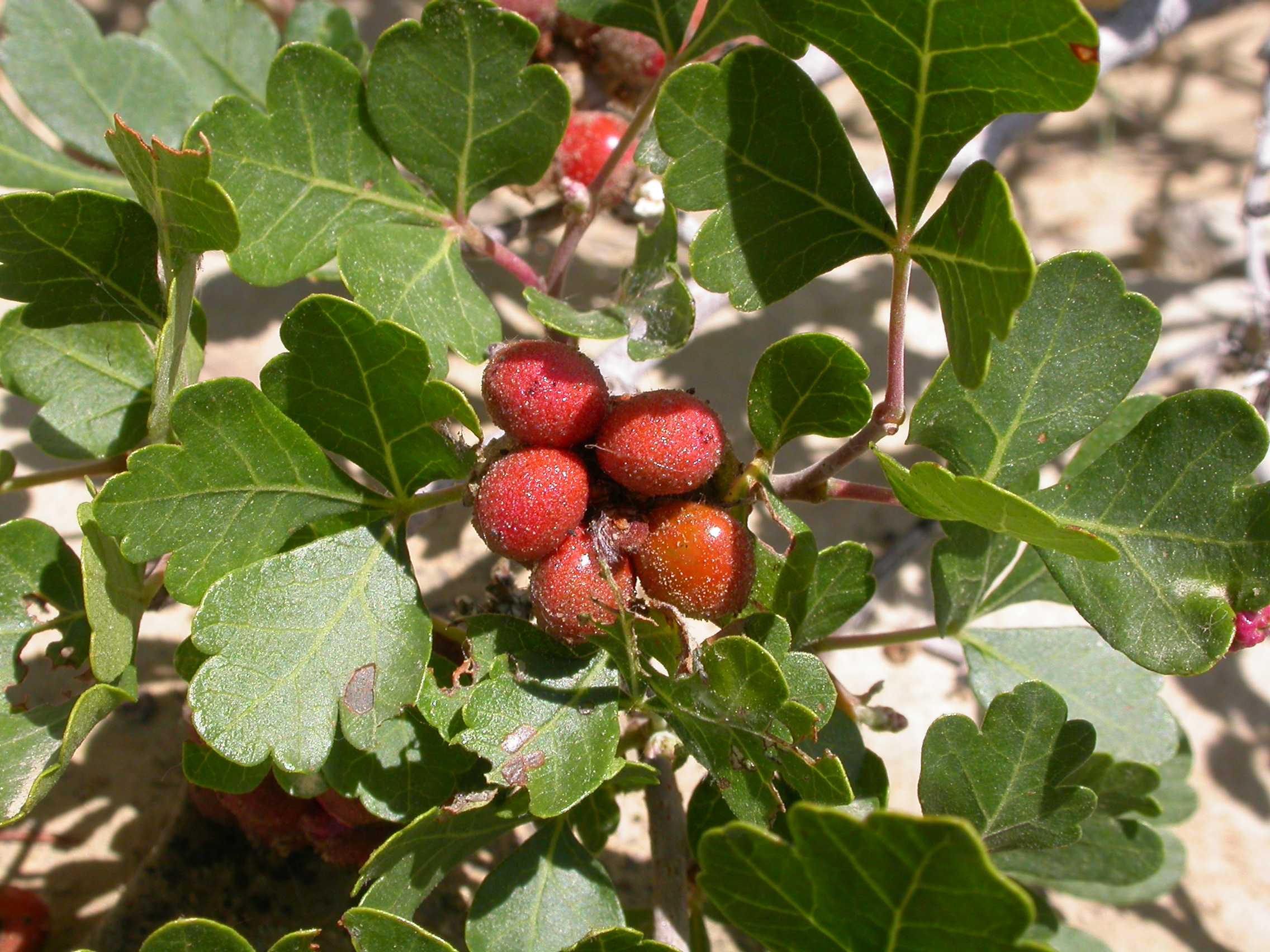
Rhus trilobata

PokrójKrzewy i niskie drzewa osiągające zwykle do 10 m wysokości, czasem z pędami podziemnymi i rozgałęzieniami dychotomicznymi.
LiścieZimozielone lub sezonowe, skrętoległe, nieparzystopierzasto złożone, trójlistkowe i jednolistkowe, ogonkowe i czasem z oskrzydloną osią liścia.
KwiatyDrobne, siedzące lub krótkoszypułkowe, zebrane w wyrastające na szczytach pędów wiechy i kłosy złożone. Okwiat z dwóch okółków złożony, 5-krotny. Pręcików jest 5. W kwiatach męskich zalążnia jest silnie zredukowana. W kwiatach żeńskich występują silnie zredukowane prątniczki, zalążnia jest górna, jednokomorowa i z pojedynczym zalążkiem, choć tworzona jest z trzech owocolistków.
OwoceKulistawe, jednonasienne pestkowce, z zewnątrz czerwone do brązowych, czasem ogruczolone i owłosione włoskami prostymi.

## Systematyka
Pozycja systematyczna
Rodzaj należy do podrodziny Anacardioideae z rodziny nanerczowatych (Anacardiaceae). W tradycyjnym ujęciu był to rodzaj liczący najwięcej gatunków w rodzinie (ok. 200–250), ale ujęcie rodzaju uległo ograniczeniu po wyłączeniu z niego większości gatunków w osobne rodzaje: Baronia, Malosma, Searsia, Toxicodendron, a czasem jeszcze dodatkowo Melanococca i Terminthia (w najwęższym ujęciu w rodzaju Rhus zostaje ok. 35 gatunków). Mimo że wąskie ujęcie rodzaju potwierdzone zostało jako trafne w badaniach molekularnych na początku XXI wieku, to jego autorem był już w 1937 Fred Alexander Barkley. Cała grupa rodzajów określana jako kompleks Rhus jest kłopotliwa do klasyfikowania ze względu na szybkie różnicowanie taksonów i znaczny udział ewolucji retikularnej (siateczkowatej).
W węższym ujęciu rodzaj Rhus stanowi takson monofiletyczny dzielący się na dwa podrodzaje Rhus i Lobadium, w obrębie drugiego wyróżniane są cztery sekcje: Lobadium, Rhoeidium, Styphonia i Terebinthifolia.
Wykaz gatunków
- Rhus allophyloides Standl.
- Rhus amherstensis W.W.Sm.
- Rhus andrieuxii Engl.
- Rhus aromatica Aiton – sumak aromatyczny
- Rhus arsenei F.A.Barkley
- Rhus × ashei (Small) Greene
- Rhus bahamensis G.Don
- Rhus barclayi (Hemsl.) Standl.
- Rhus caudata Lauterb.
- Rhus chinensis Mill. – sumak chiński
- Rhus chondroloma Standl.
- Rhus choriophylla Wooton & Standl.
- Rhus ciliolata Turcz.
- Rhus copallinum L.
- Rhus coriaria L. – sumak garbarski
- Rhus dhuna Buch.-Ham. ex Hook.f.
- Rhus duckerae F.A.Barkley
- Rhus galeottii Standl.
- Rhus glabra L. – sumak szkarłatny
- Rhus hartmanii F.A.Barkley
- Rhus hypoleuca Champ. ex Benth.
- Rhus integrifolia (Nutt.) Benth. & Hook.f. ex W.H.Brewer & S.Watson – sumak całolistny
- Rhus jaliscana Standl.
- Rhus kearneyi F.A.Barkley
- Rhus lamprocarpa Merr. & L.M.Perry
- Rhus lanceolata (A.Gray) Britton
- Rhus lenticellosa Lauterb.
- Rhus lentii Kellogg
- Rhus linguata Slis
- Rhus michauxii Sarg.
- Rhus microphylla Engelm. – sumak drobnolistny
- Rhus muelleri Standl. & F.A.Barkley
- Rhus nelsonii F.A.Barkley
- Rhus oaxacana Loes.
- Rhus ovata S.Watson
- Rhus pachyrrhachis Hemsl.
- Rhus palmeri Rose
- Rhus potaninii Maxim.
- Rhus × pulvinata Greene
- Rhus punjabensis J.L.Stewart ex Brandis
- Rhus rubifolia Turcz.
- Rhus sandwicensis A.Gray
- Rhus schiedeana Schltdl.
- Rhus schmidelioides Schltdl.
- Rhus standleyi F.A.Barkley
- Rhus taishanensis S.B.Liang
- Rhus taitensis Guill.
- Rhus tamaulipana B.L.Turner
- Rhus teniana Hand.-Mazz.
- Rhus tepetate Standl. & F.A.Barkley
- Rhus terebinthifolia Schltdl. & Cham.
- Rhus trilobata Nutt.
- Rhus typhina L. – sumak octowiec
- Rhus vestita Loes.
- Rhus virens Lindh. ex A.Gray
- Rhus wilsonii Hemsl.